# Sapiosexualitat

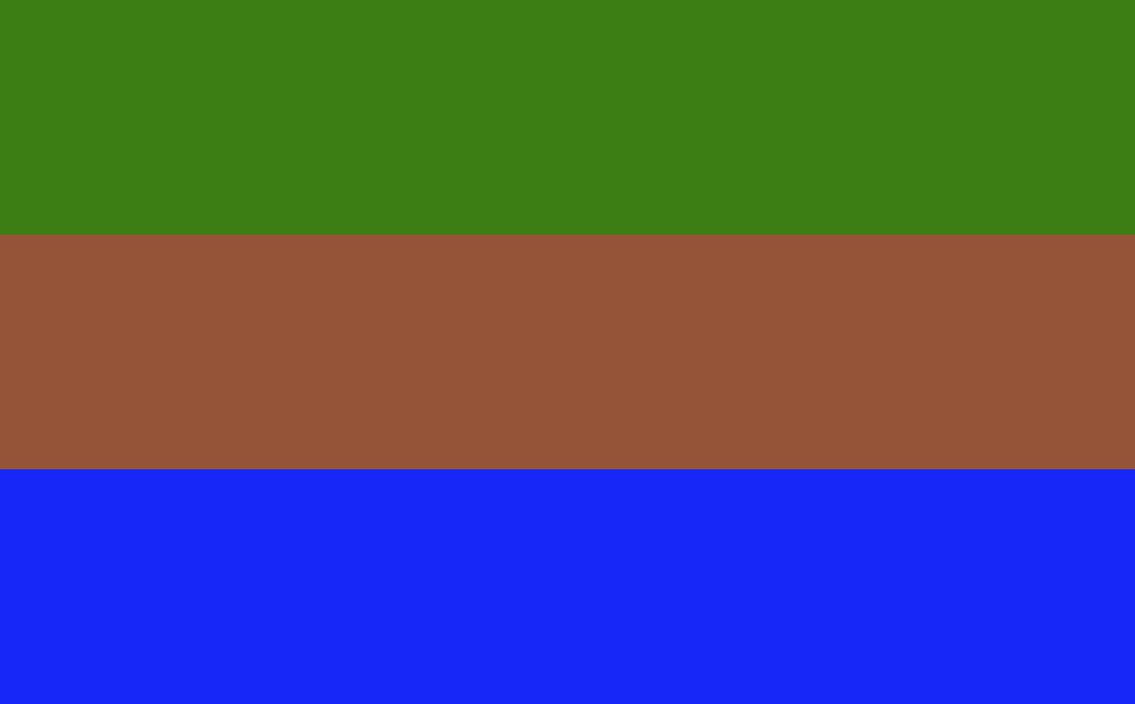
Bandera de la sapiosexualitat

La sapiosexualitat és un concepte relacionat amb la identitat sexual que es caracteritza per l'atracció sexual i/o romàntica envers les persones en funció de la seva intel·ligència cognitiva i/o emocional, que pot ser independent del gènere o sexualitat dels subjectes. Les persones sapiosexuals es coneixen com aquelles que se senten atretes per un vincle o connexió intel·lectual.

## Definició
En general, les definicions conceptuen la sapiosexualitat com una atracció sexual que passa a través d'una connexió intel·lectual amb una altra persona per raó de la seva intel·ligència.
Els sapiosexuals, poden utilitzar la conversa, en particular, com un joc sexual.
Els sapiosexuals són persones que se senten atretes per l'intel·lecte o el coneixement (però no pel que fa a estudis o títols universitaris, sinó a quant enginyosa i desperta sigui una persona). Sovint, busquen una connexió emocional profunda i una comunicació intel·lectualment estimulant en una relació, i poden trobar més atractives persones que tenen habilitats verbals o cognitives altes.
Segons l'especialista Rob Cover, la idea de "sapiosexual" obre la possibilitat d'una sexualitat que no es defineix pels gèneres del subjecte o de l'objecte de l'atracció, ja que ofereix una categorització basada principalment en la intel·ligència o els atributs intel·lectuals dels subjectes, possiblement amb independència del gènere. Això s'assembla a la discussió dins la bisexualitat, de comprendre traços de la personalitat com a elements principals d'atracció sexual, abans que el gènere; però, en aquest sentit, la sapiosexualitat seria més radical.

## Història del concepte
Durant la dècada de 1990, la teoria queer va qüestionar les definicions binàries de gènere i sexualitat. Van apuntar com només la hetero i homosexualitat no són suficients per abastar les possibilitats de les sexualitats humanes, a partir de la teoria postestructuralista. Però va ser només a la dècada del 2010, que un mateix qüestionament va tenir un impacte molt més gran en el règim dominant.  Aquest qüestionament va sorgir per mitjà d'una nova taxonomia de la sexualitat. Des de finals de la dècada de 1990 i 2010 científics i psicòlegs han fet estudis i investigacions sobre la sapiosexualitat.
Al segle XXI, una nova taxonomia de la sexualitat va emergir als mitjans digitals contemporanis, inaugurant una sèrie de termes d'identitat pel que fa al gènere, a la sexualitat o a l'atracció sexual. Estudis inclouen l'àmplia circulació de llistes, formulades per grups de joves, a Internet, de més d'un centenar d'etiquetes o categories que matisen les identitats sexuals. La sapiosexualitat s'inclou en aquest rol.
Aquest nou llenguatge sobre la identitat sexual i les seves noves tipologies de l'atracció sexual desafia i qüestiona les normes, les expectatives i els estereotips antics, tant del marc liberal - humanista dominant com de les representacions pròpiament heterosexuals o LGBT. Les noves tipologies no pretenen una revolució en la terminologia sexual i de gènere, sinó una tabulació i una taxonomia més complexa, que inclogui la diversitat sexual humana. La categorització de la sapiosexualitat inclou les persones que són atretes per la intel·lectualitat d'una altra persona.

## Controvèrsies
La incorporació d'aquesta taxonomia, que inclou la sapiosexualitat, ha estat criticada en algunes apps de cites com una forma d'inclusió liberal que és falsa, per no aconseguir una pràctica radicalment inclusiva.
Tot i que el concepte és recent, l'atracció sexual envers les expressions intel·lectuals ha existit des de sempre. Per molt temps, restringit a la cultura geek, només es va etiquetar com 'sapiosexualitat'a la dècada de 2010, convertint-se en una categoria popular a Internet.

## Etimologia
El terme sapiosexual és un neologisme provinent del llatí sapiens, és a dir, una atracció sexual dirigida cap a persones intel·ligents, sàvies, sapients.